# Палац мистецтва Грузії ― Музей історії культури
Палац мистецтва Грузії ― Музей історії культури, також відомий як Палац мистецтва (груз. საქართველოს ხელოვნების სასახლე – კულტურის ისტორიის მუზეუმი) — музей у Тбілісі (Грузія) на вулиці Каргаретелі, 6. Колишній палац графа Ольденбурга. Виставкові зали музею відкриті від вівторка до неділі (10:30―17:30)
До 8 квітня 2020 року називався Грузинським державним музеєм театру, музики, кіно та хореографії. Назву змінено відповідно до постанови уряду Грузії.

## Історія
Палац мистецтва Грузії ― Музей історії культури ― це сховище грузинських культурних об'єктів. Приміщення музею, розташоване у Тбілісі, спроєктував відомий архітектор того часу Пол Стерн, і, як приклад історизму, воно містить сліди готичної та ісламської архітектури. Інтер'єр частково спроєктував польський архітектор Александер Рогойський.

Будівля музею

1882 року герцог Костянтин Петрович Ольденбурзький (1850—1906), член російської гілки Ольденбурзького дому, зустрівся в Кутаїсі з Агрипиною Джапарідзе. На той час вона була в шлюбі з грузинським дворянином із дому Дадіані. Костянтин Петрович освідчився їй у коханні. Зізнання вразило Агрипину; вони втекли з Кутаїсі та вирішили оселитися в Тифлісі. На знак прихильності до коханої принц Ольденбург замовив будівництво палацу для неї.
1927 року до будівлі перенесено Музей театру, який заснував Давид Арсенішвілі (1905—1963) — відомий грузинський громадський діяч (пізніше — перший директор Музею імені Андрія Рубльова в Москві). В музеї зберігається понад 300 000 експонатів, які надають інформацію про розвиток грузинського театру, кіно, цирку, фольклору, опери та балету, а також дають уявлення про життя діячів відповідних галузей.
Деякі музейні експонати датуються класичною епохою. Особливої уваги заслуговує антична маска, яку археологи розкопали в місті Вані.

## Колекція образотворчого мистецтва Грузії
Грузинське мистецтво становить значну частину колекції. Близько 10 000 експонатів від понад 300 грузинських художників розповідають про еволюцію грузинського сценічного дизайну. У сховищі зберігаються портрети театральних акторів та режисерів, ескізи сценічних декорацій та костюмів.

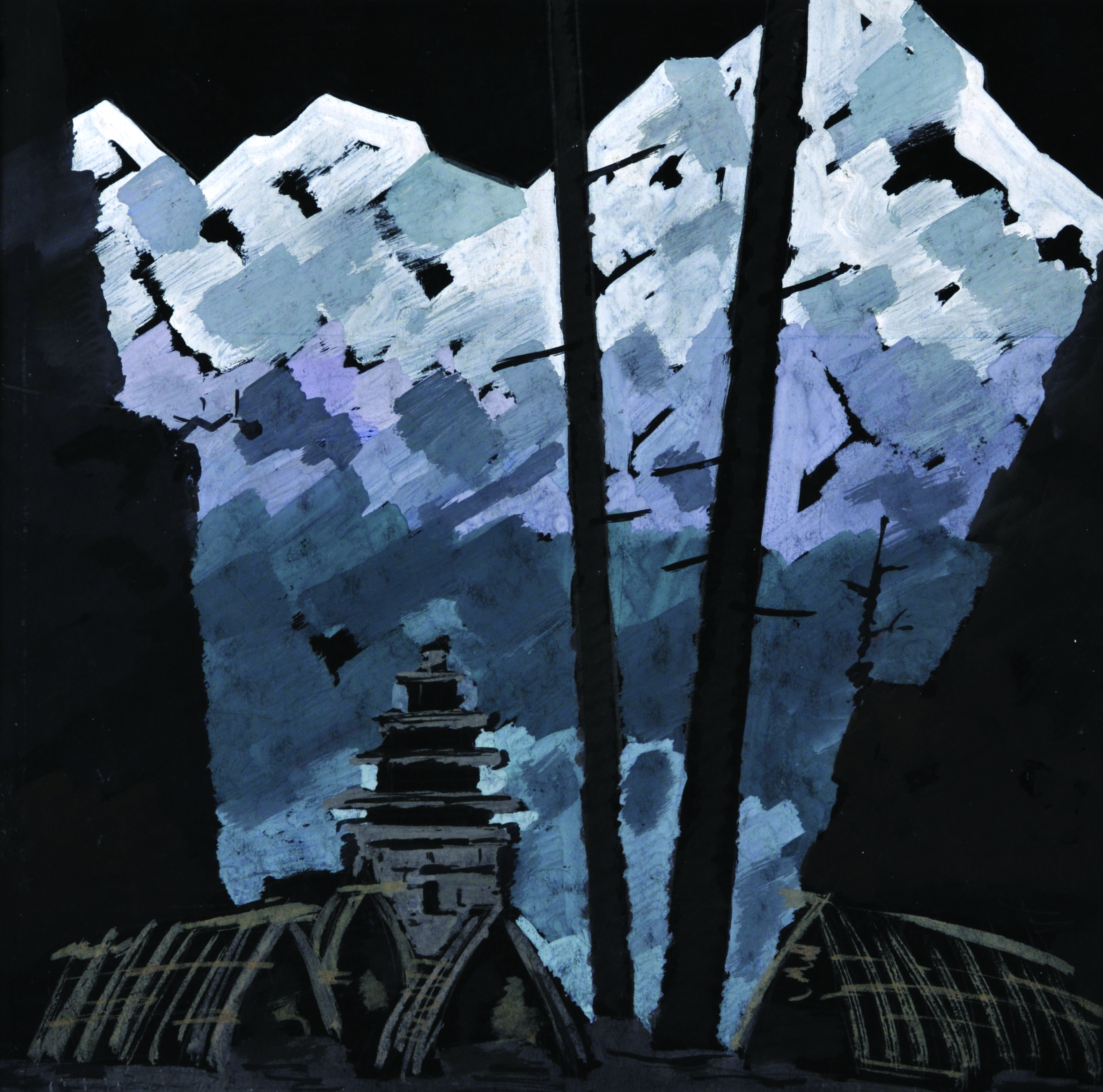
Давида Какабадзе. Декорація для п'єси Іллі Мосашвілі «Начальник станції», 1947 рік
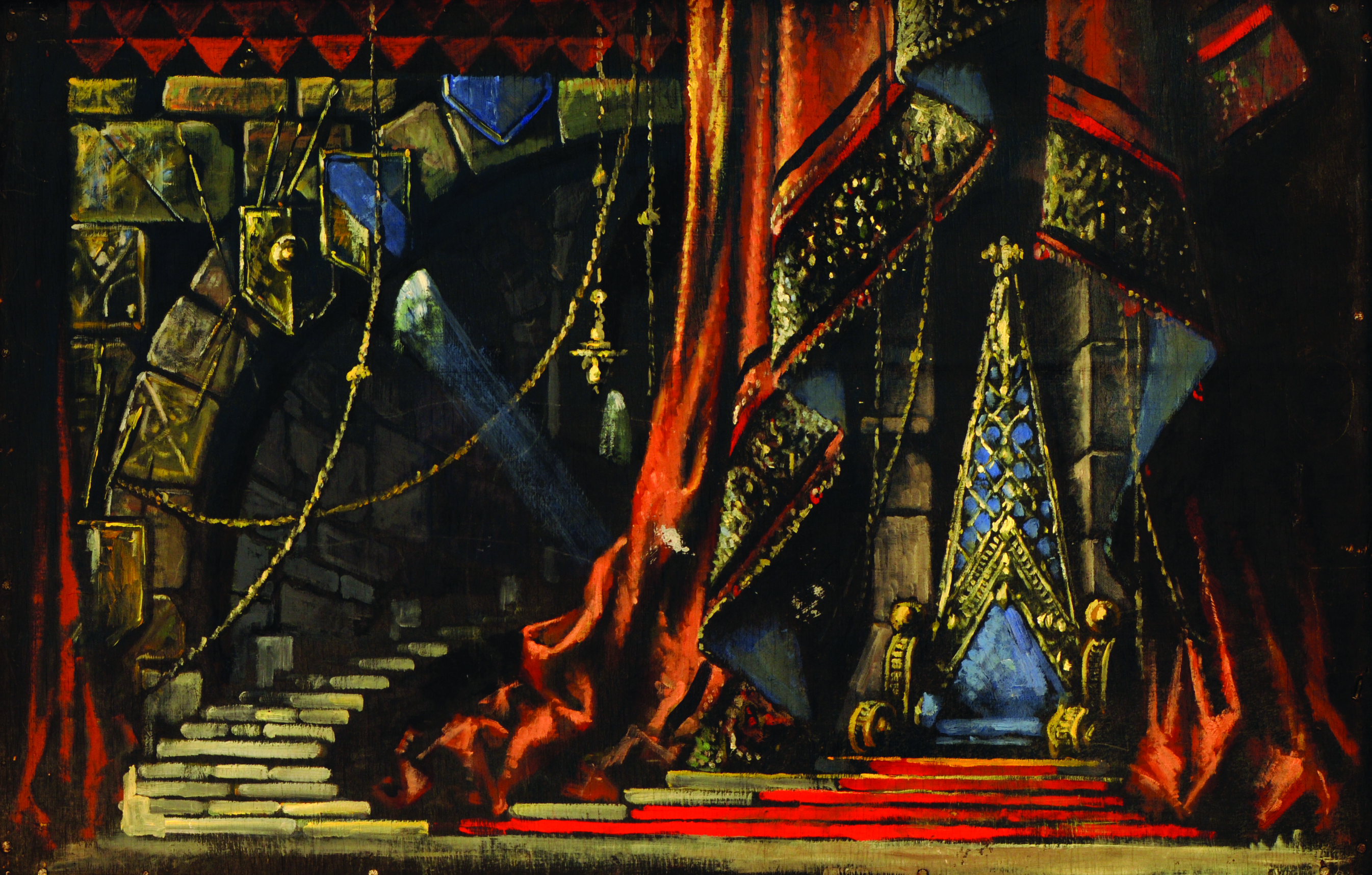
Серго Кобуладзе[ru]. Ескіз декорацій до п'єси «Король Лір» (1948).
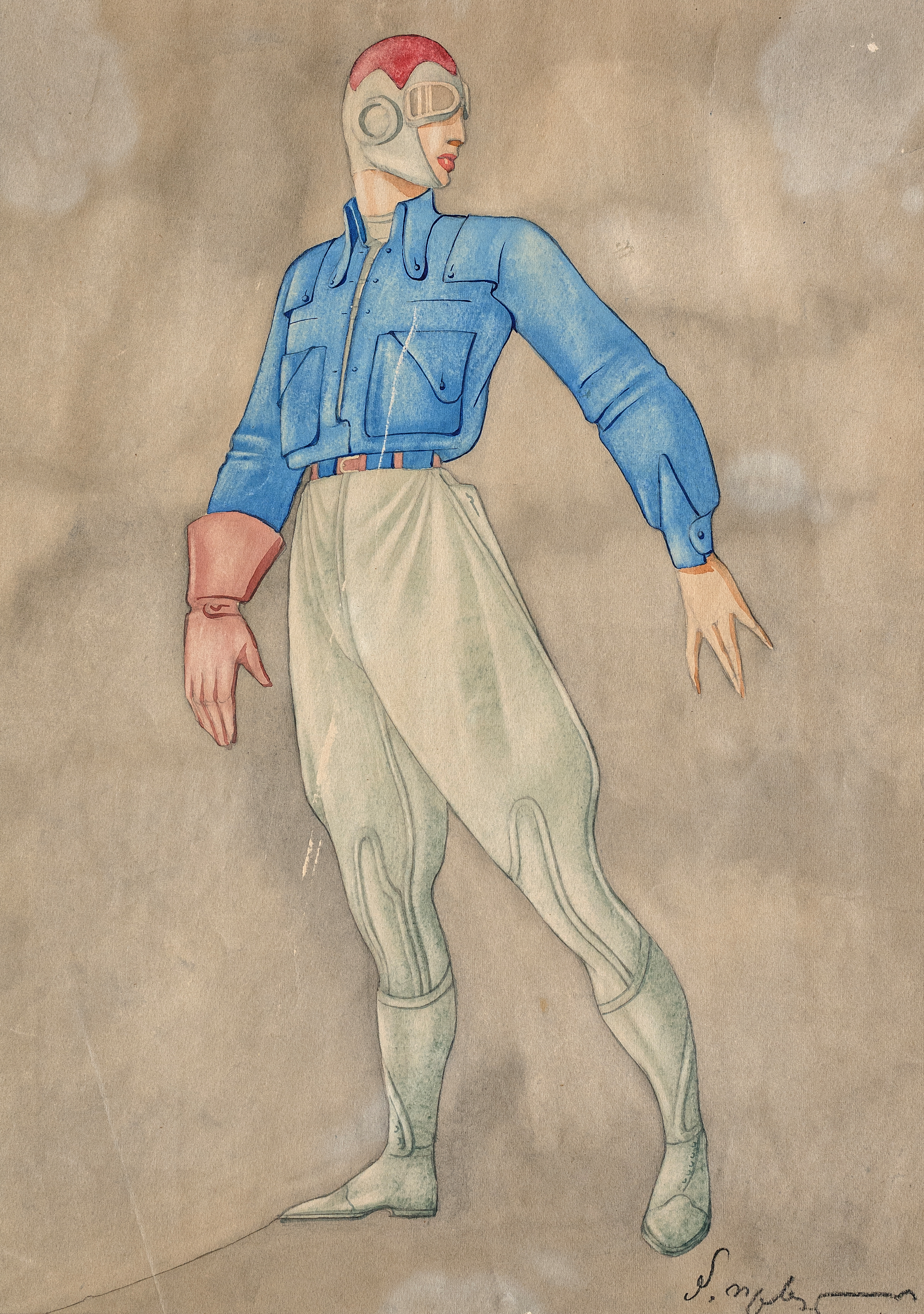
Петро Оцхелі[ru]. Костюм льотчика для фільму Лео Есакія[ka] «Крилатий художник» 1936 року
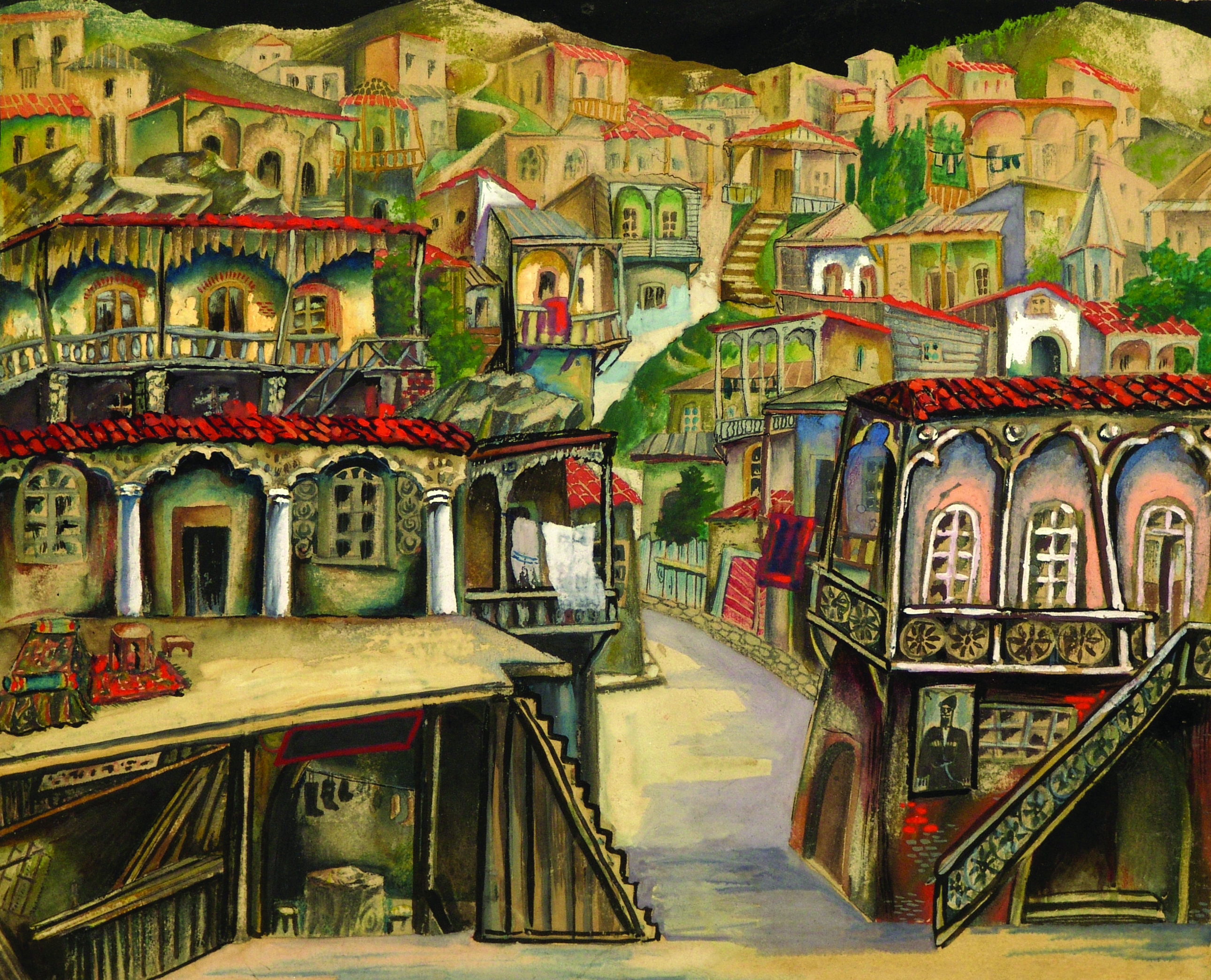
Єлена Ахвледіані. Ескіз декорацій до вистави «Сонячне затемнення в Грузії» (1932)
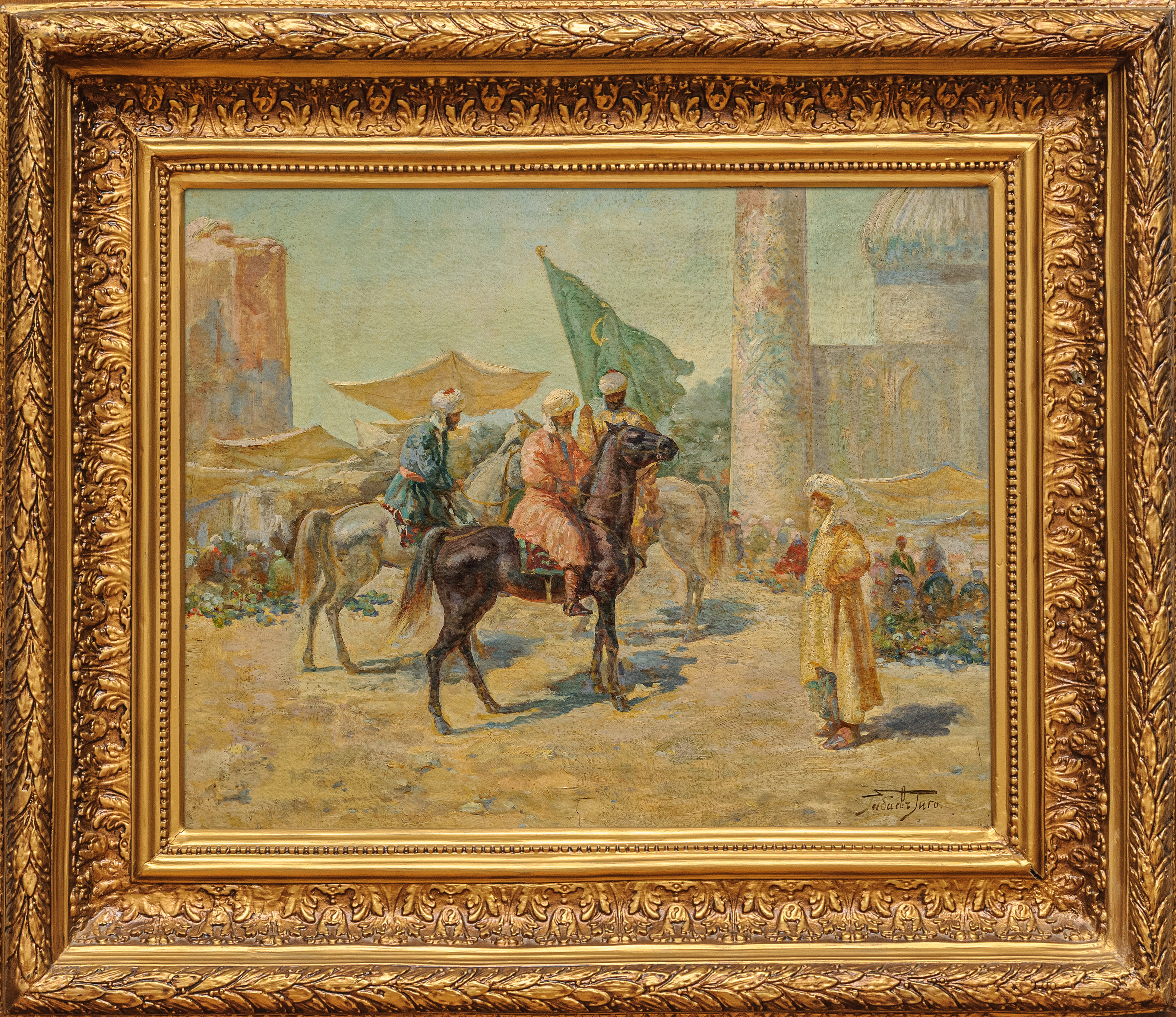
Ґіґо Ґабашвілі[ka]. «Паломники з Самарканда». (1891—1894)
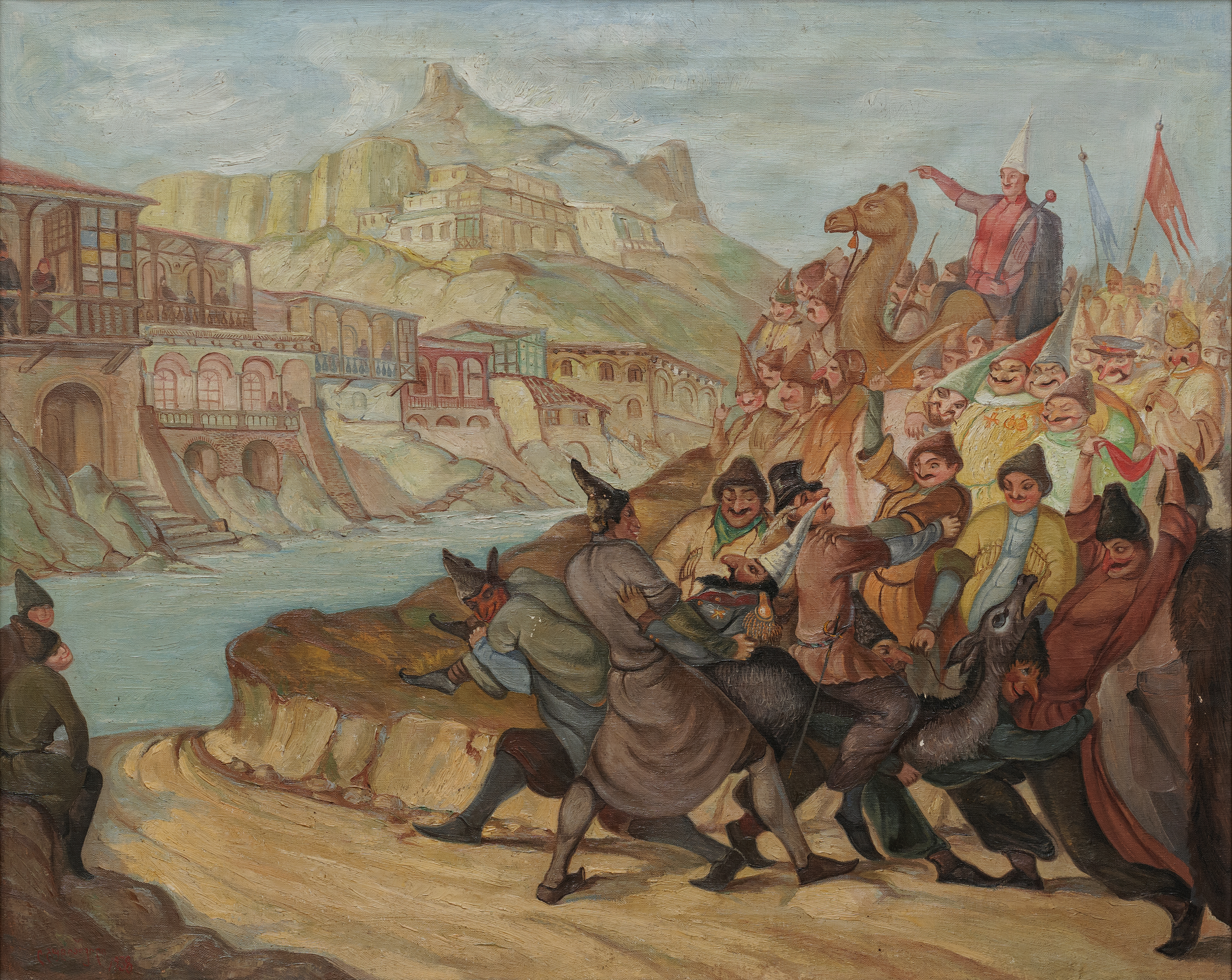
Ладо Гудіашвілі. «Хан, кинутий у річку Кура» (1938)

## Колекція російського образотворчого мистецтва
Окрім грузинських художників, у колекції також є роботи російських живописців, а також представників російського мистецтва Срібної доби Костянтина Коровіна, Леона Бакста, Олександра Бенуа, Олександра Головіна та Віктора Симова.

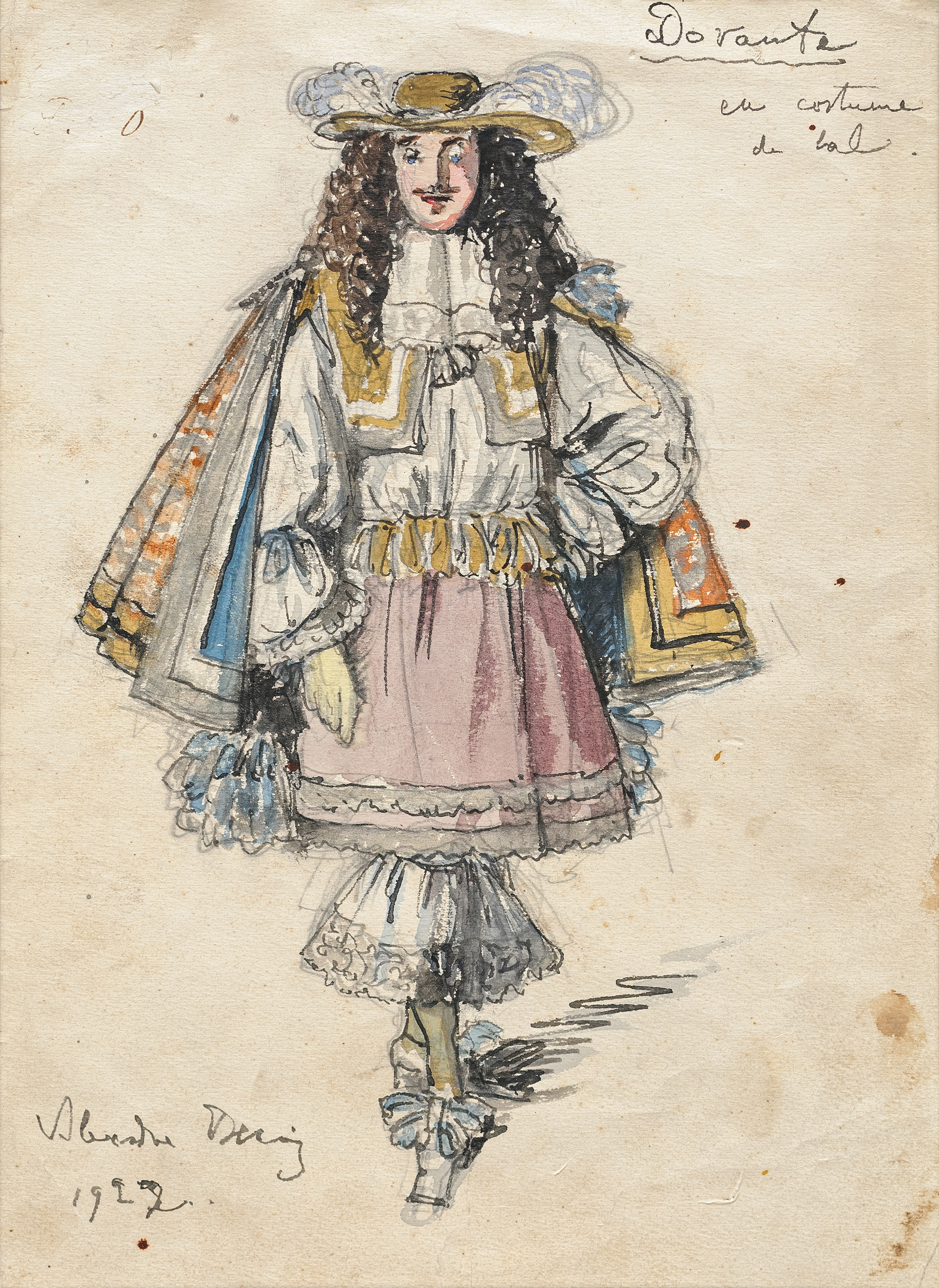
Олександр Бенуа. Костюм для п'єси Мольєра «Міщанин-шляхтич», 1922
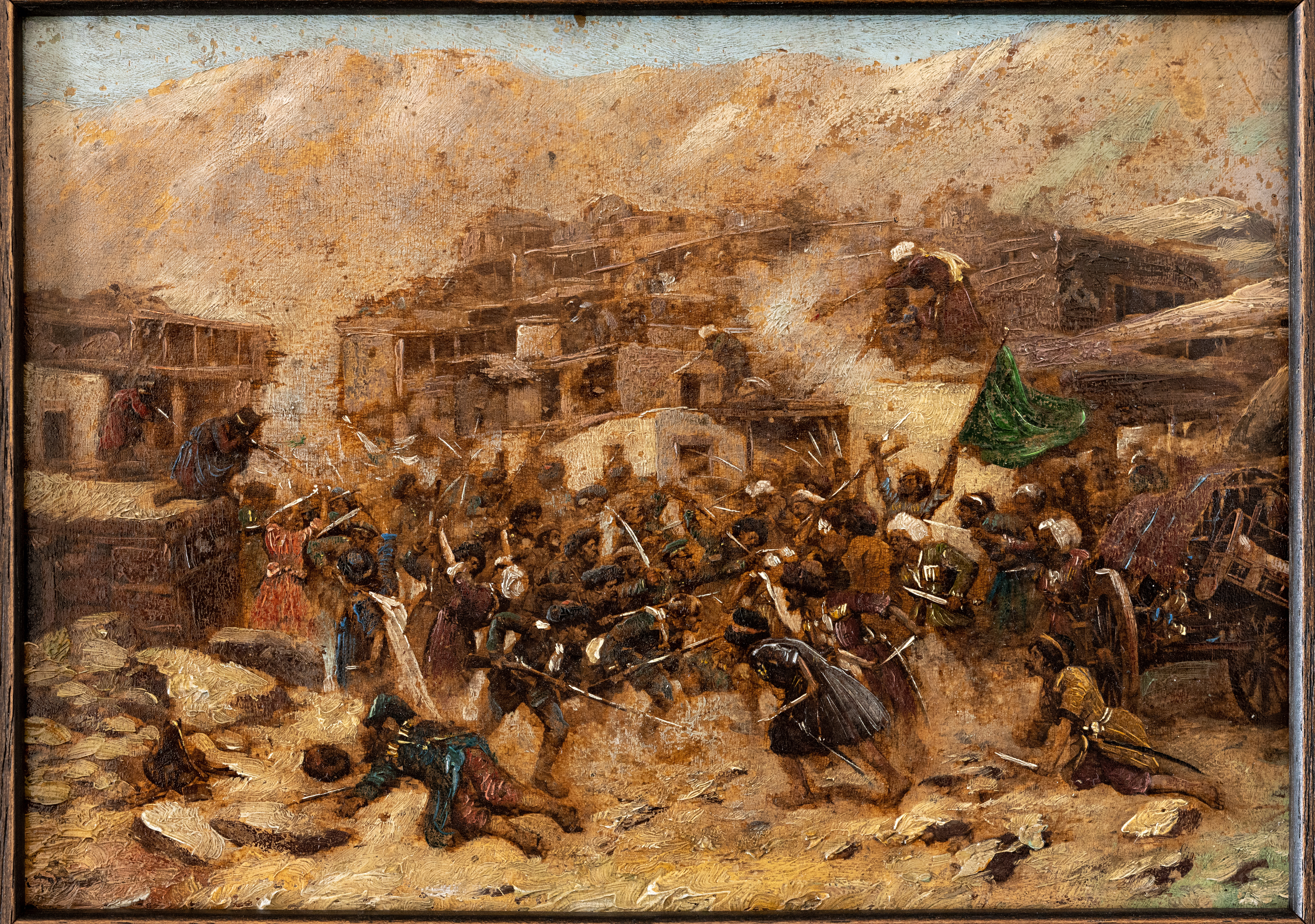
Франц Рубо. Захоплення аула
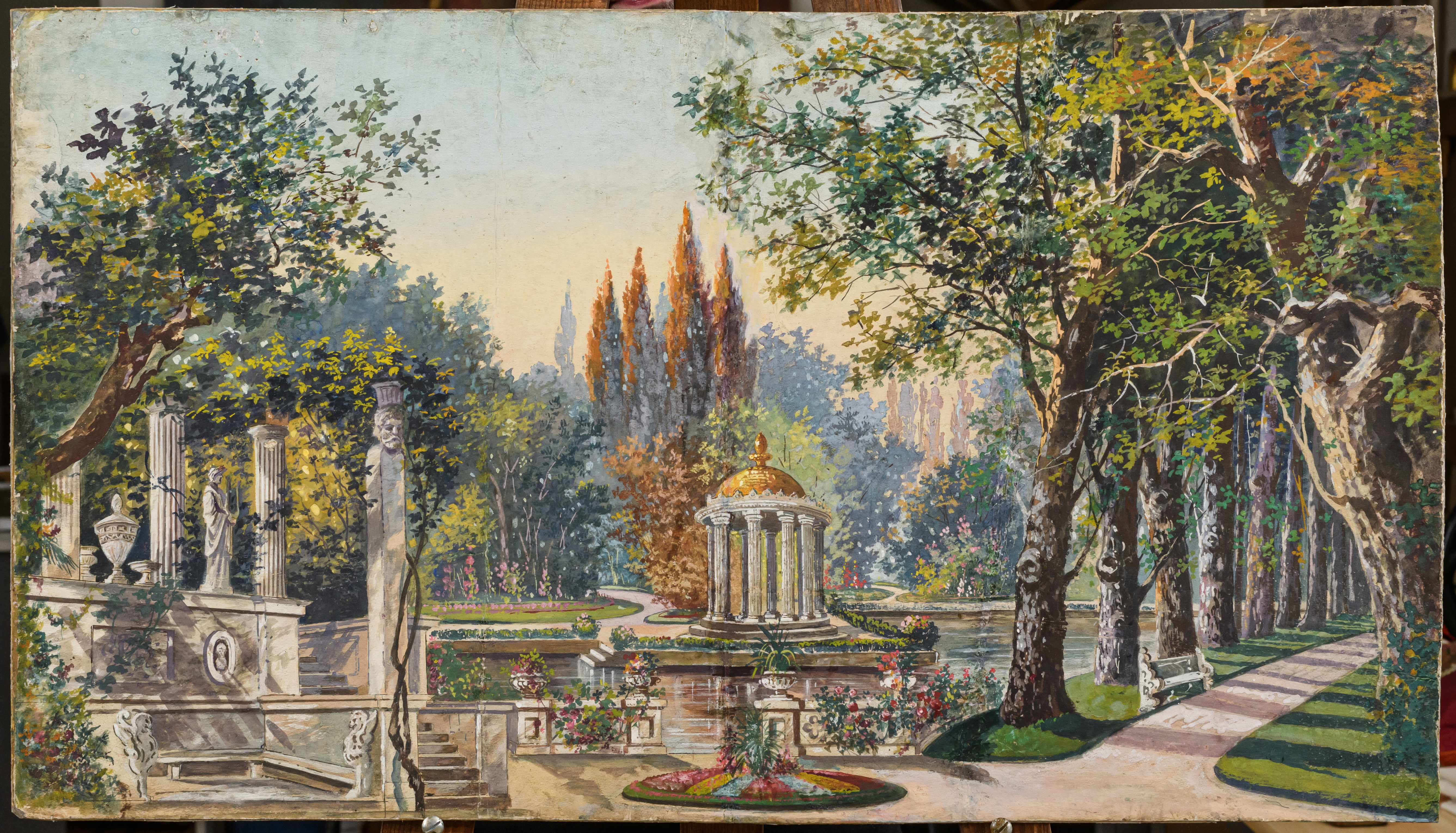
Малюнок Никипора Кулеша. (1902—1920)
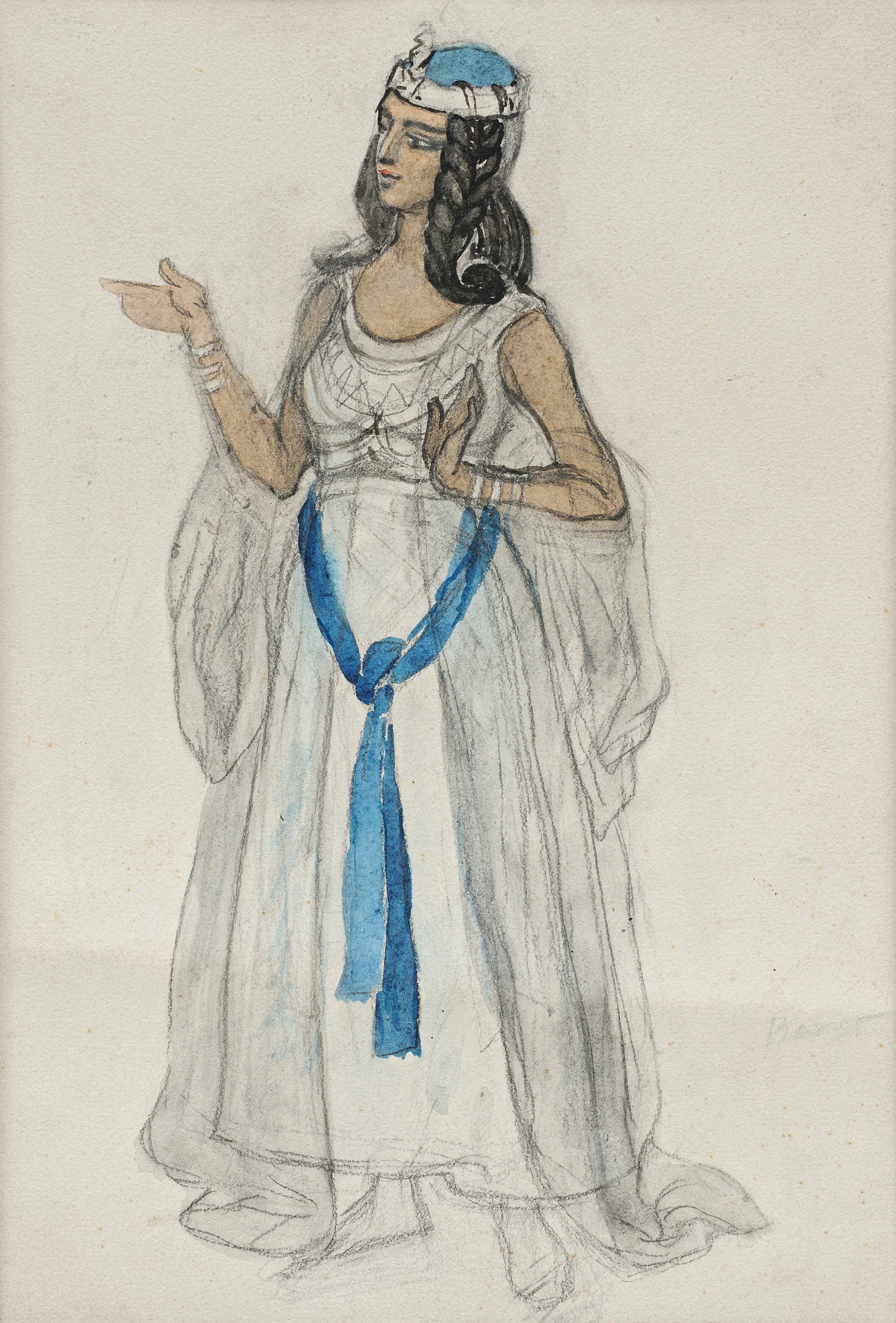
Леон Бакст. Іда Рубінштейн (1883—1960) в ролі Клеопатри
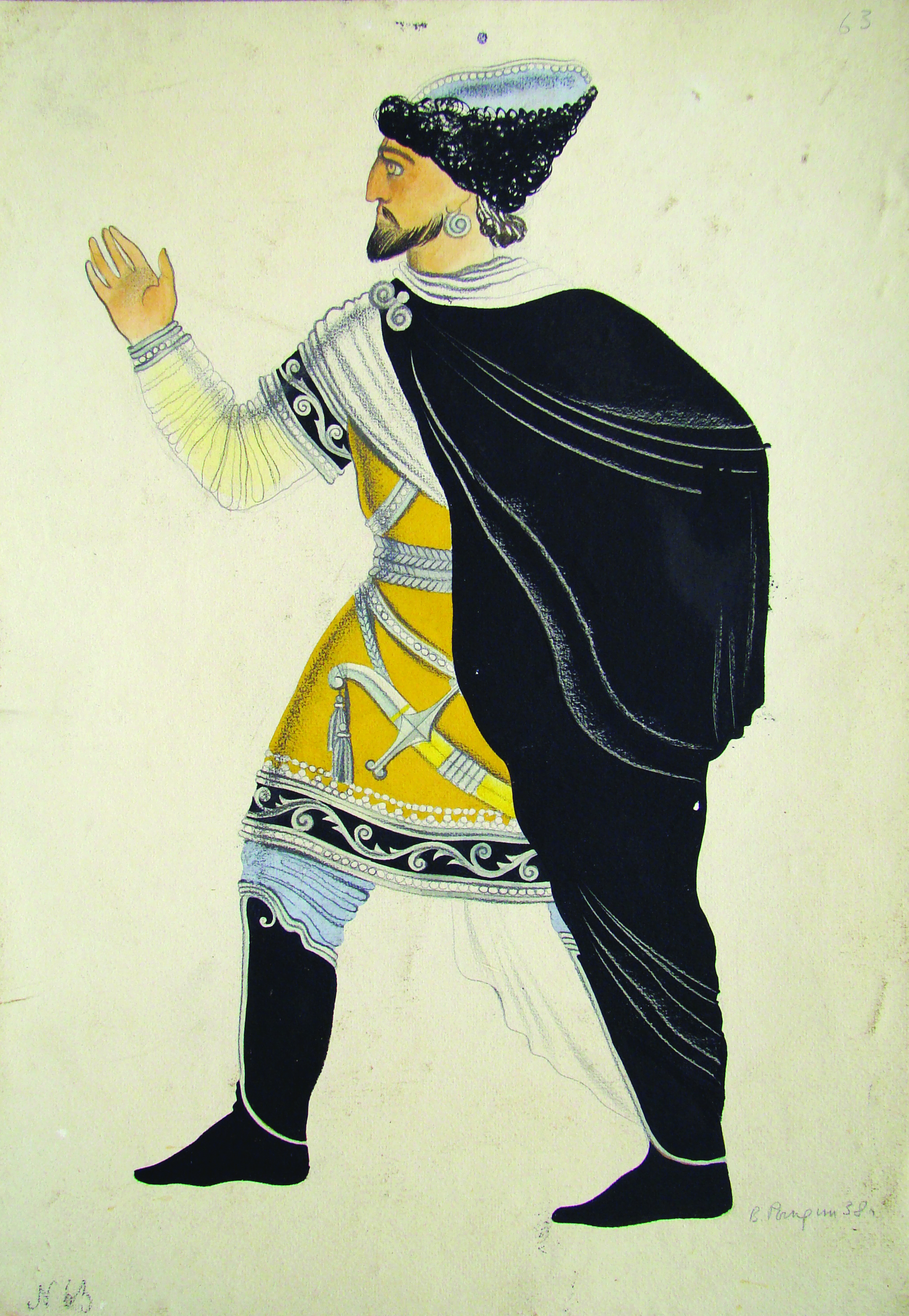
Вадим Риндін[ru]. Костюм до опери Захарія Паліашвілі «Абесалом і Етері»

## Колекція західноєвропейського образотворчого мистецтва
Інтерес до європейського мистецтва існував у Грузії від давніх часів. Саме західноєвропейське мистецтво стало популярним у Грузії у XVIII столітті. Представники грузинської шляхти часто подорожували Європою та намагалися принести на батьківщину культуру, мистецтво та традиції.

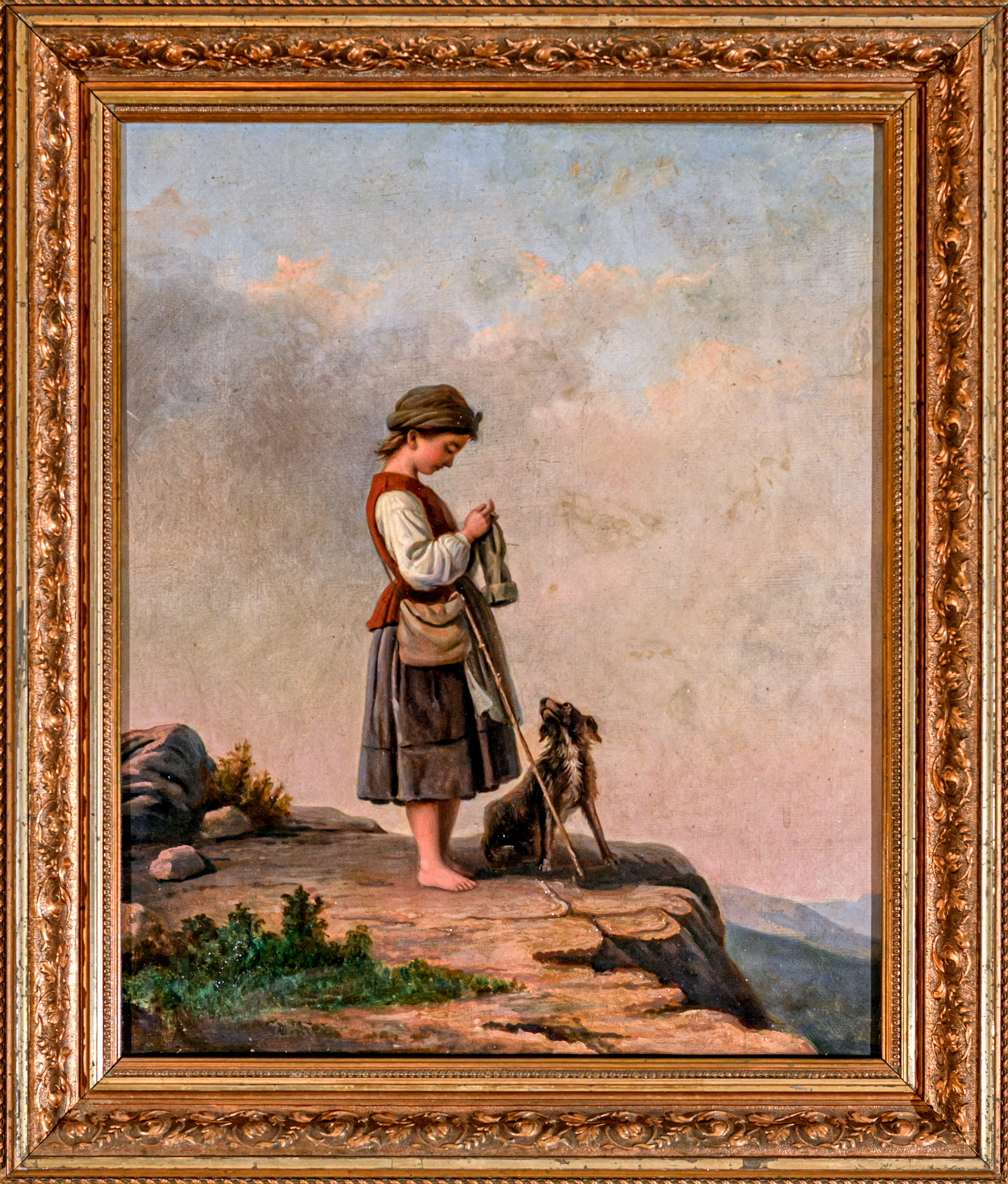
Дівчина з собакою (1800—1850). Автор невідомий
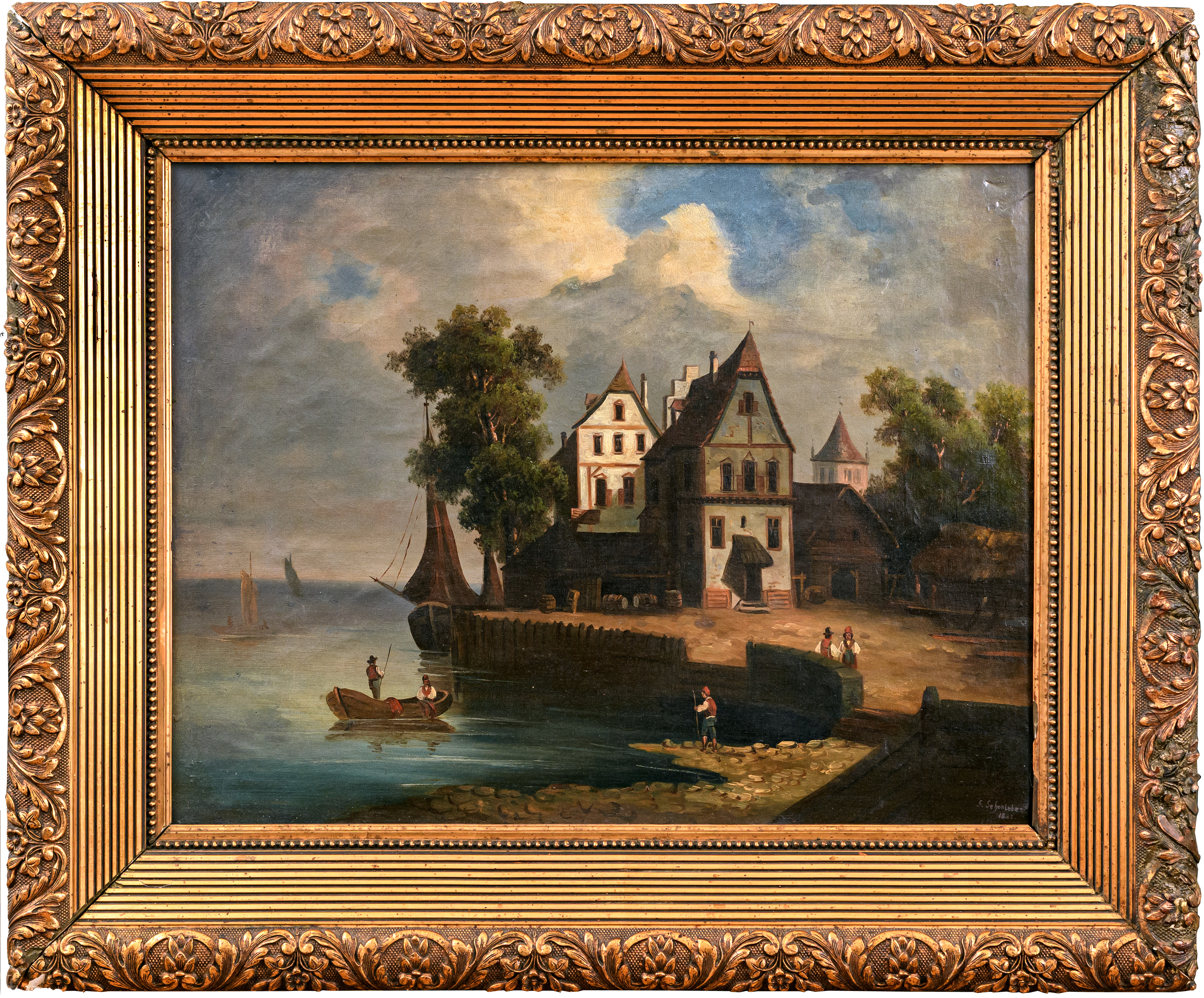
Густав Шонлебер[de]. Будинки біля затоки (1882)
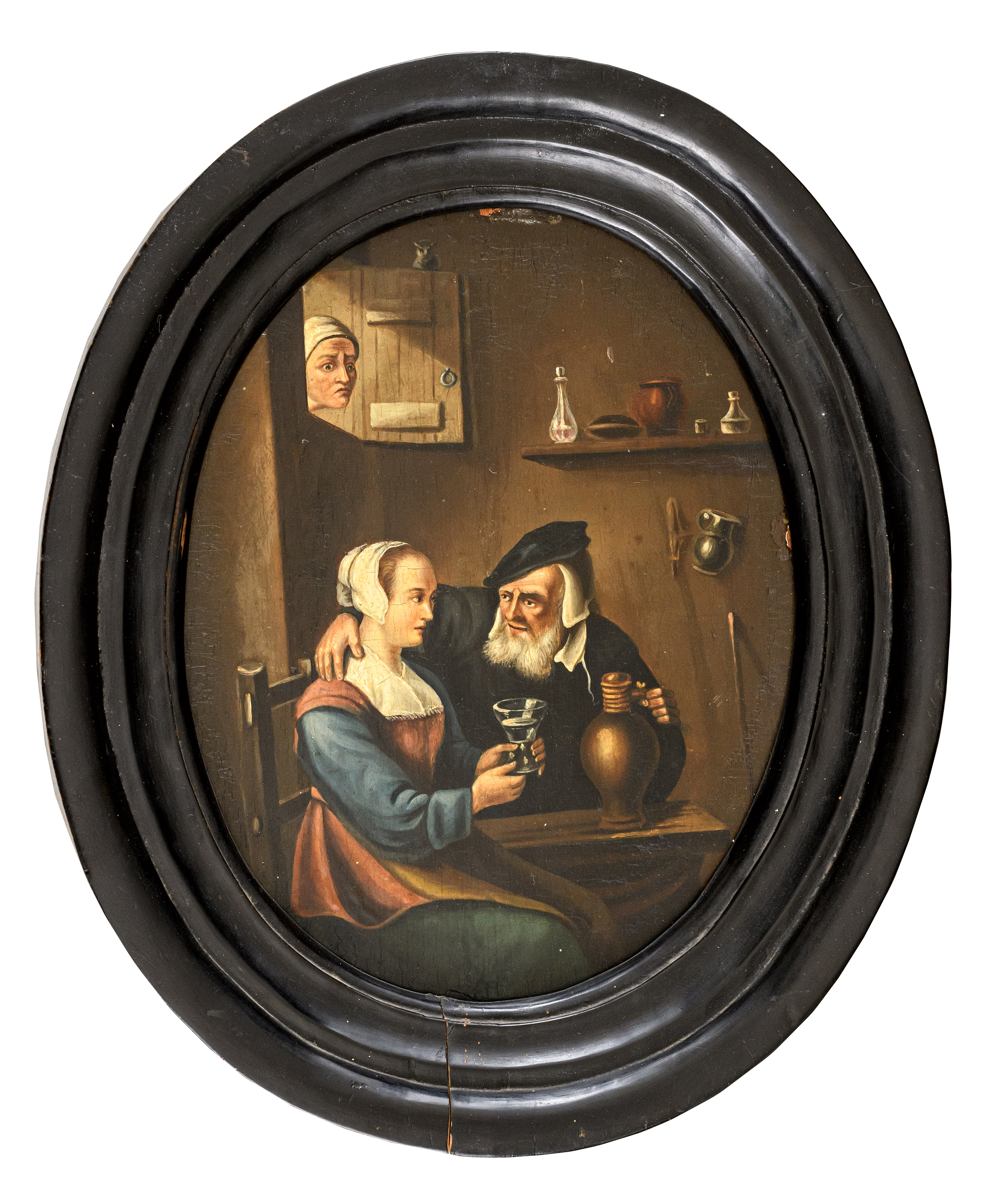
Ревнива дружина (1610—1690). Автор невідомий
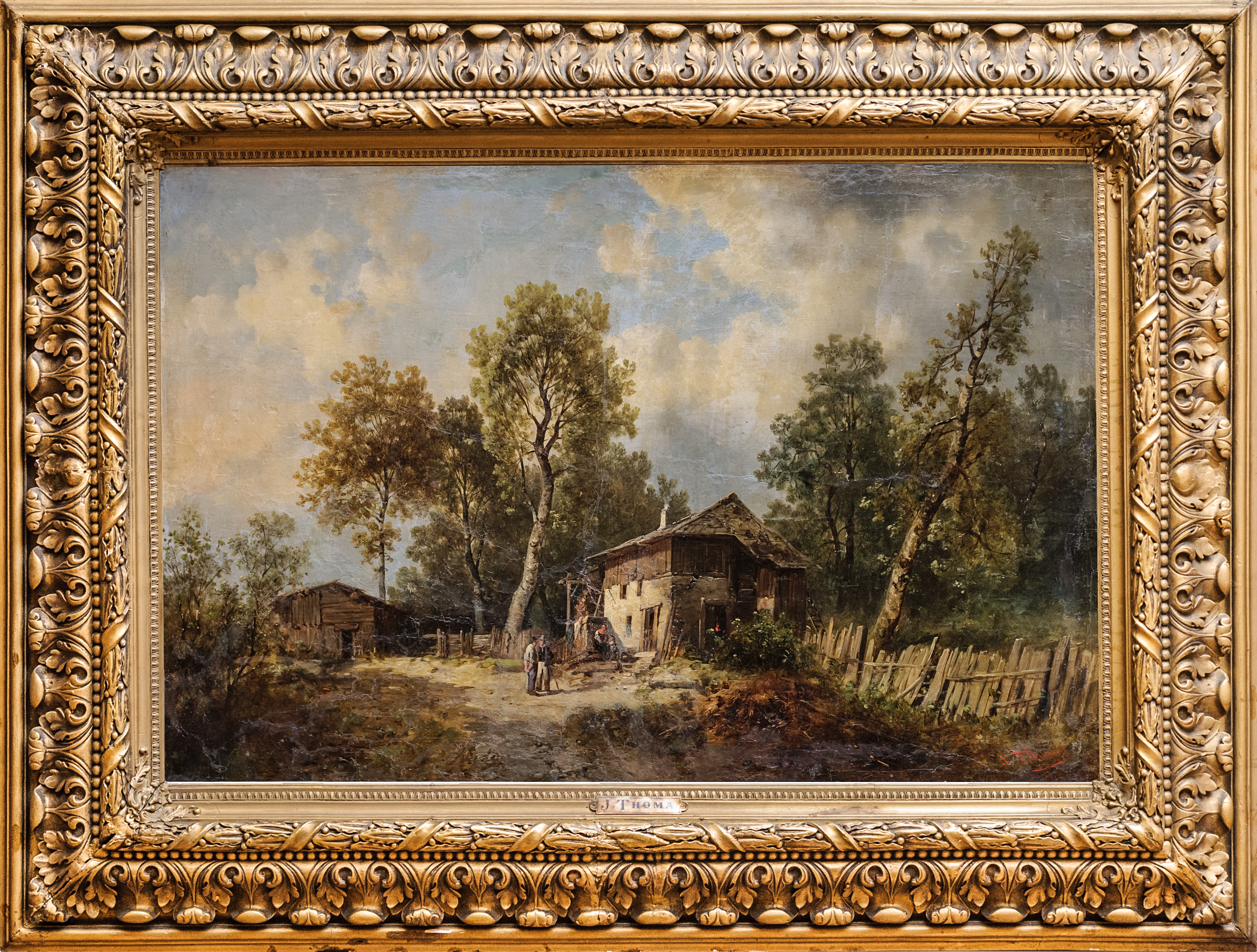
Йозеф Тома[en]. Пейзаж (1865)
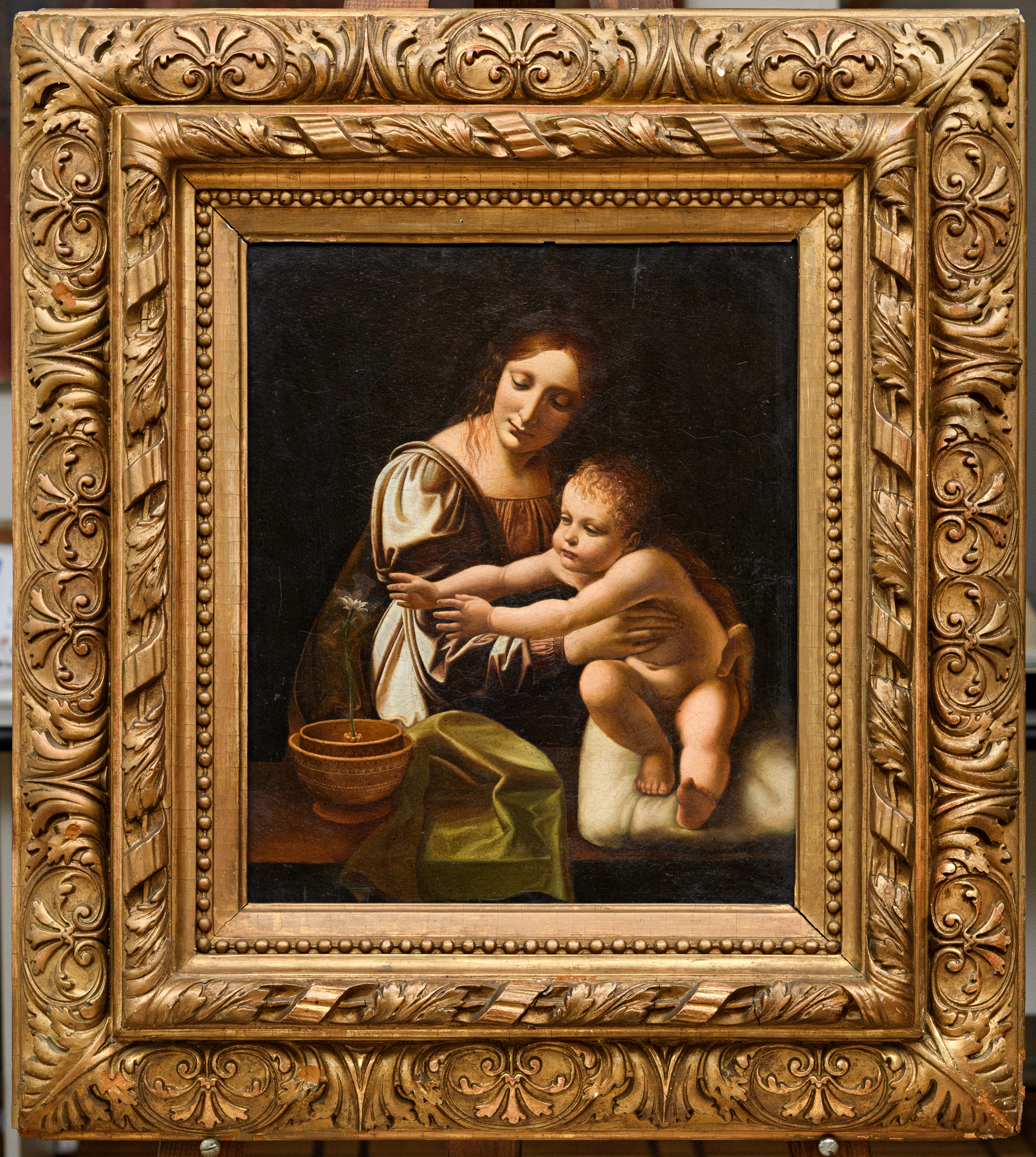
Діва Марія з немовлям. За мотивами роботи Джованні Больтраффіо. Невідомий художник. Школа Леонардо да Вінчі (XVII ст.).
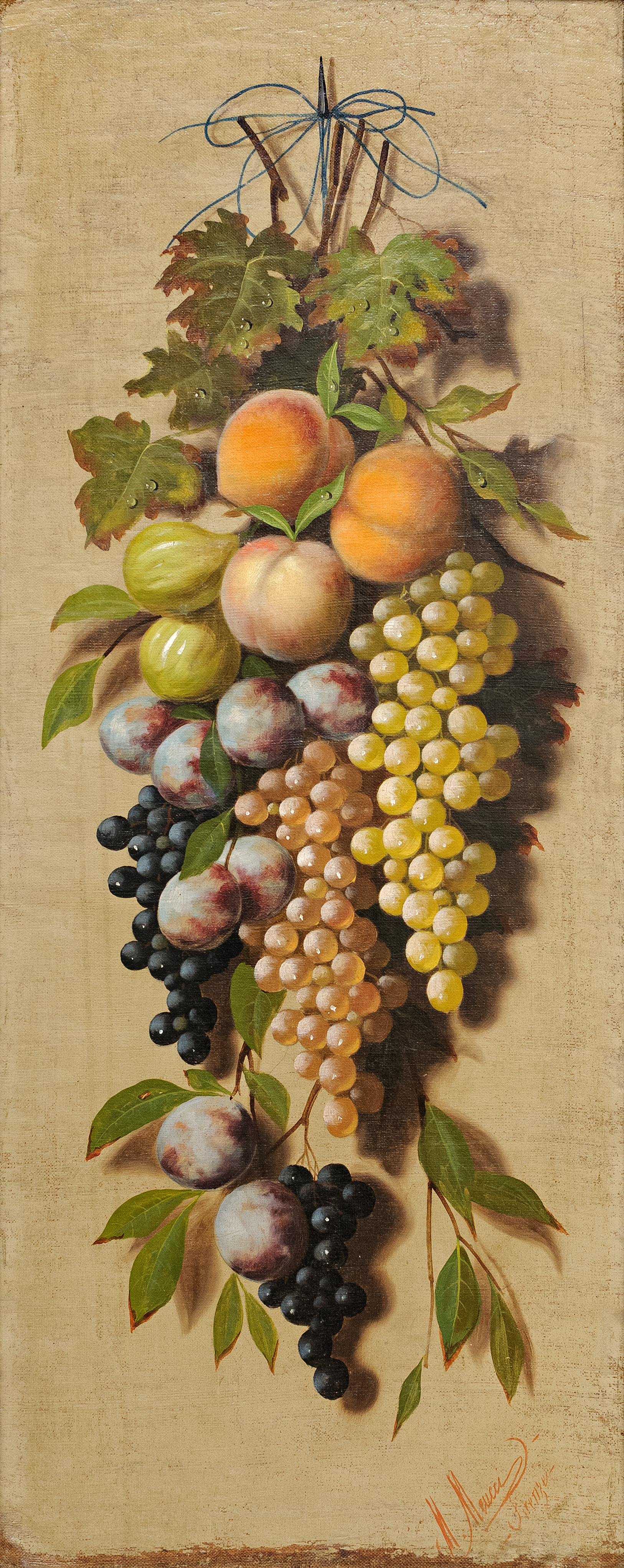
Натюрморт Мікеланджело Меуччі[en] (1890)

## Колекція перського образотворчого мистецтва
Палац мистецтв також володіє колекцією перського образотворчого мистецтва, яка складається з 4 мініатюрних картин каджарів, датованих XIX століттям, а також картини царя Соломона. Як і в єврейській та християнській традиціях, іслам просуває стародавнього царя Соломона як зразкового правителя; мудрого та справедливого.

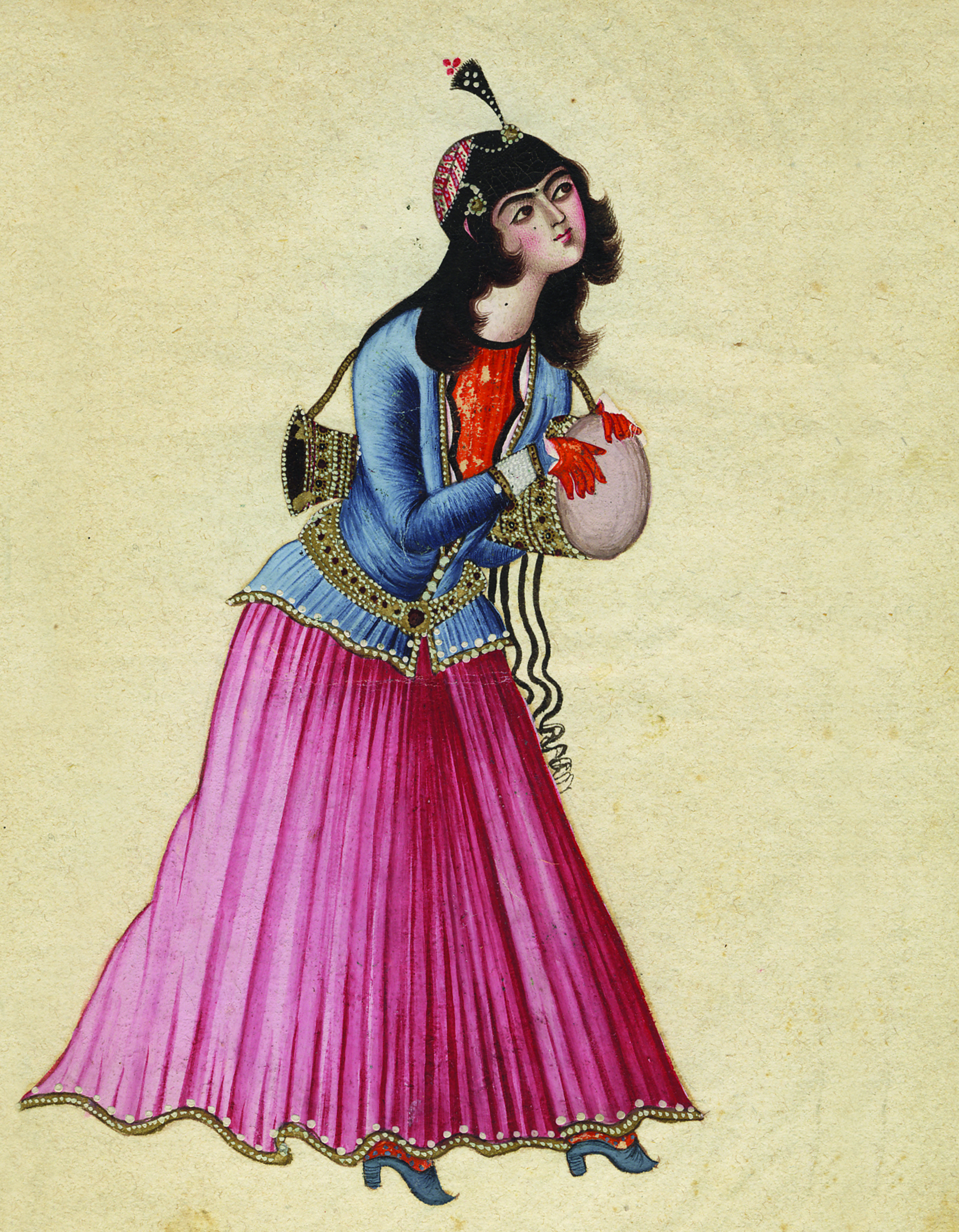
Каджарська мініатюра (1800—1850). Зарб[en]
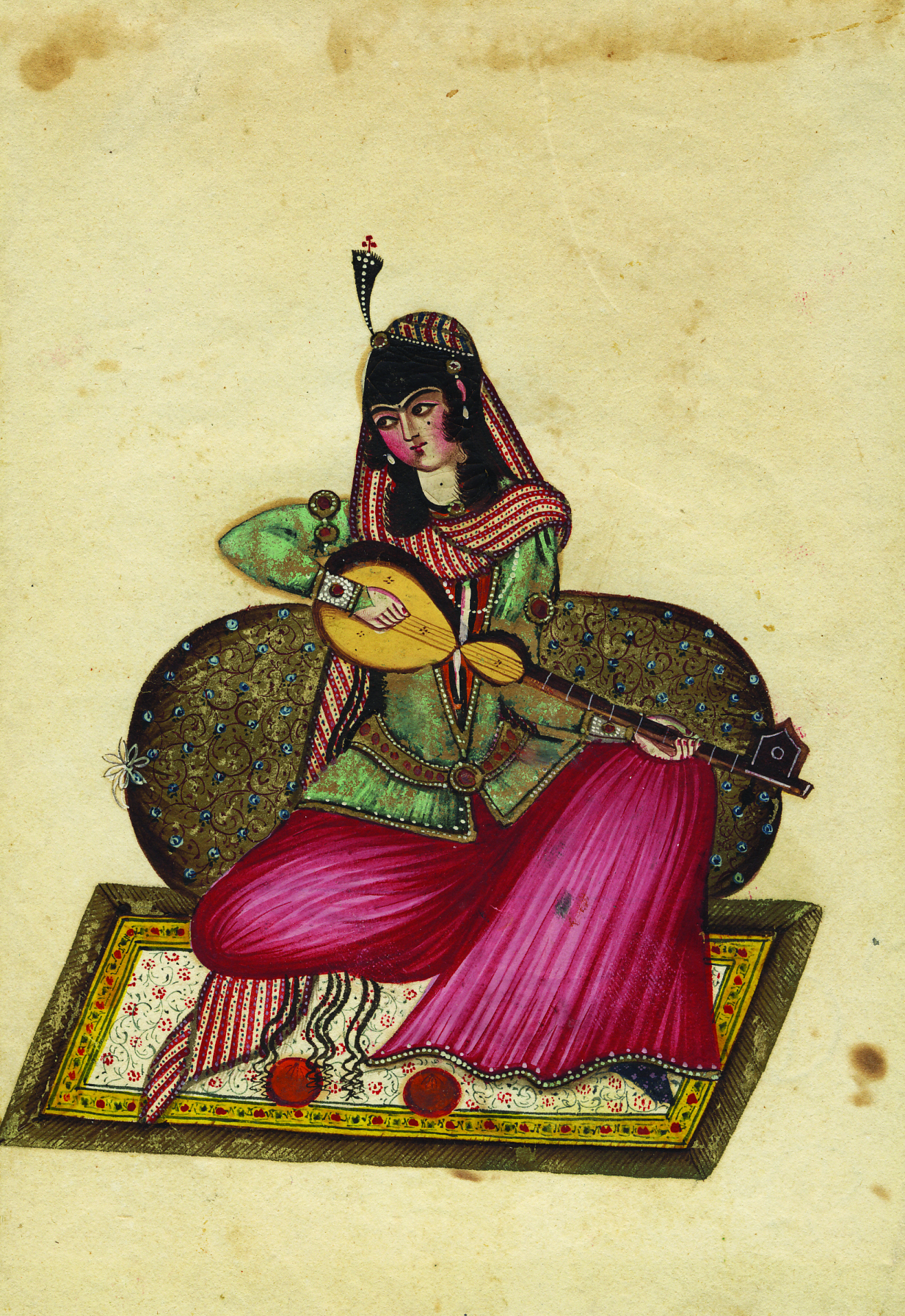
Каджарська мініатюра (1800—1850). Тар
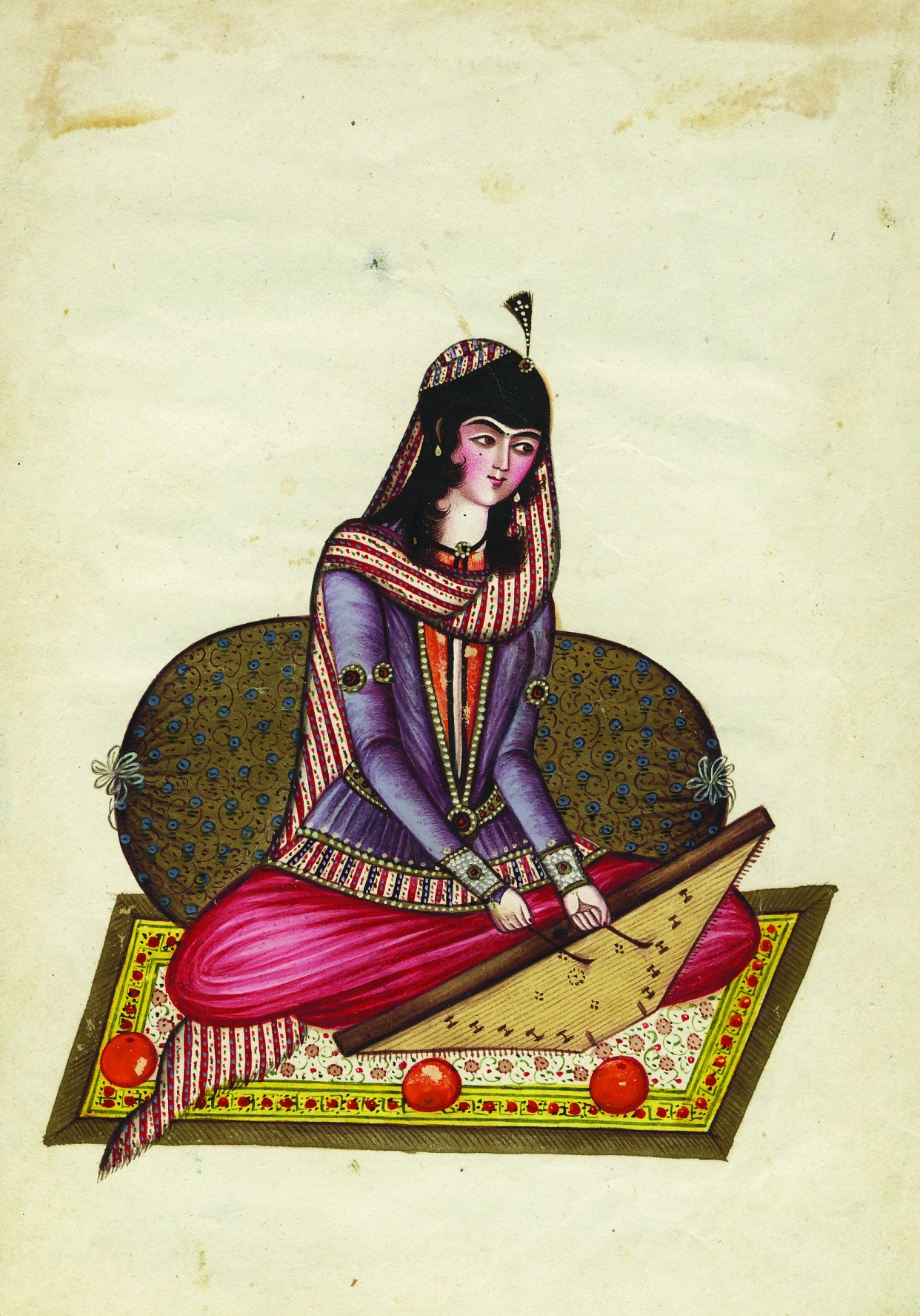
Каджарська мініатюра (1800—1850). Сантур
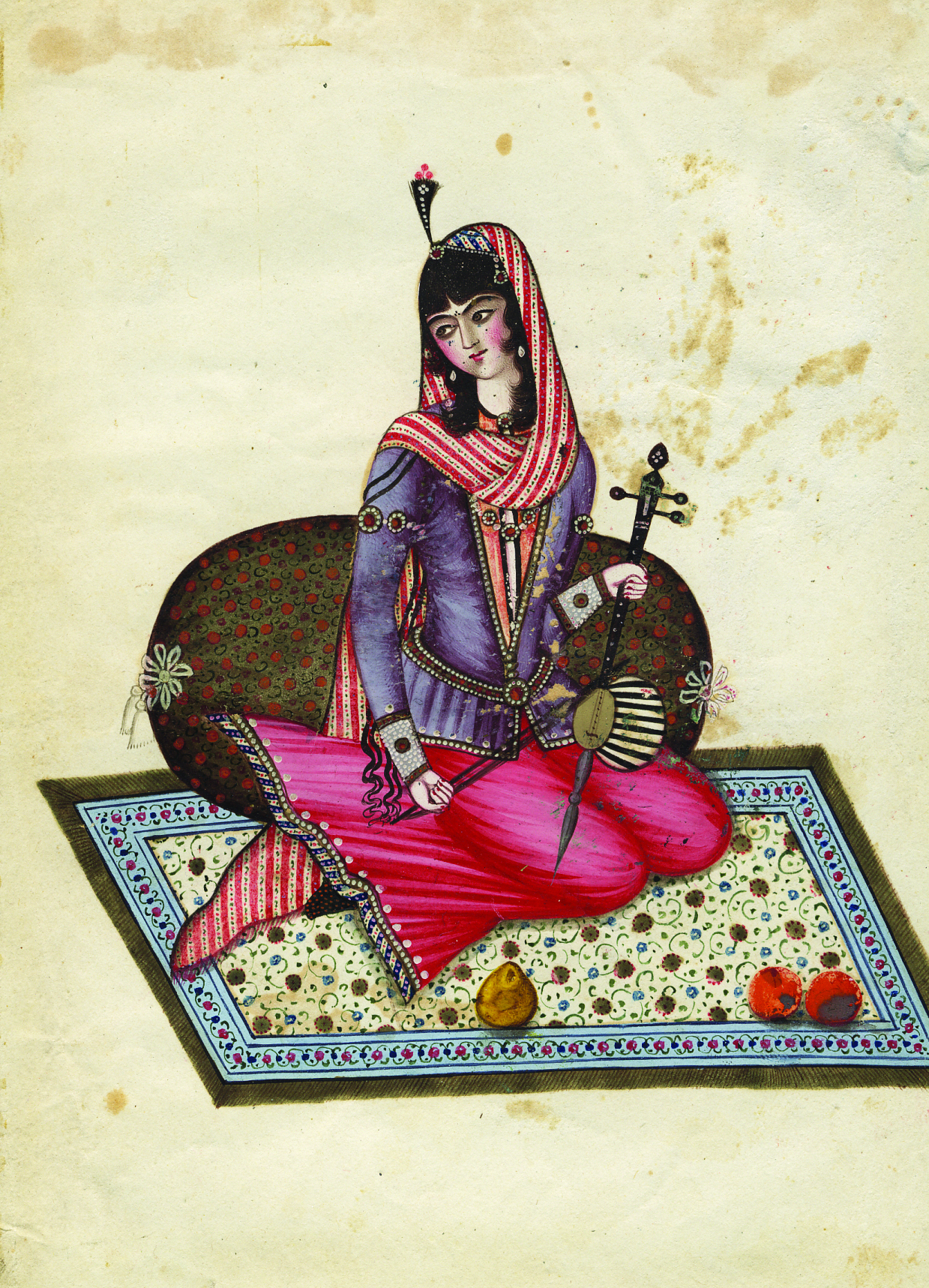
Каджарська мініатюра (1800—1850). Каманче
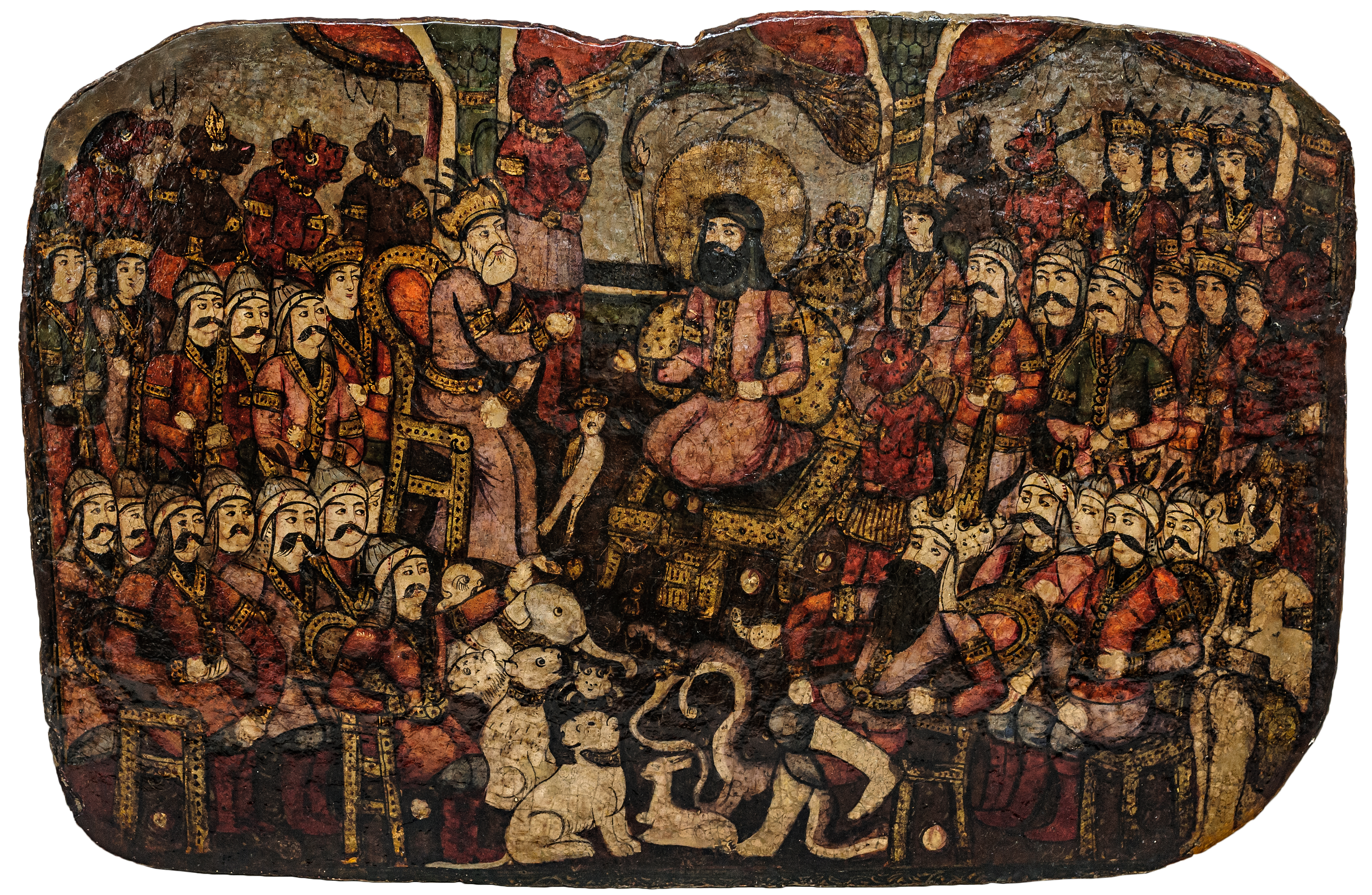
Цар Соломон та його двір (кінець XIX століття). Автор невідомий